# Тајога (Северна Дакота)
Тајога (енгл. Tioga) град је у америчкој савезној држави Северна Дакота.

## Демографија
По попису из 2010. године број становника је 1.230, што је 105 (9,3%) становника више него 2000. године.
| Група             | 2000.         | 2010.         |
| Белци             | 1.096 (97,4%) | 1.187 (96,5%) |
| Афроамериканци    | 2 (0,2%)      | 1 (0,1%)      |
| Азијати           | 0 (0,0%)      | 7 (0,6%)      |
| Хиспаноамериканци | 1 (0,1%)      | 8 (0,7%)      |
| Укупно            | 1.125         | 1.230         |